# بهرام دهیری زیرین
بهرام دهیری زیرین (به انگلیسی: Koz Behram Dheri) یک شهرک در پاکستان است که در شهرستان چهارسده واقع شده‌است.